# 満点ゲットシリーズ
『満点ゲットシリーズ』（まんてんゲットシリーズ）は、集英社が発行している書籍。

## 概要
1999年から発行されている小学生向けの学習図書で、漫画で学べる手軽さと、大人でも勉強になる中身の濃い解説が特長。「両さんの天体大達人」などといった基本教科だけでなく「ちびまる子ちゃんの敬語教室」などの情操教育、「両さんのクイズ大達人」といったなぞなぞなどの遊びの要素を含めた教本を、各漫画の登場人物たちが、判り易く説明してくれる。2018年には、『せいかつプラス』シリーズが新たに加わった。『せいかつプラス』では、「子供たちにこれからの社会を生き抜く力を身につけてもらうべく、そのために大切なことを伝える」をコンセプトとしている。2021年7月時点で、シリーズ全体の累計発行部数は550万部を突破している。
各キャラクターは、池田俊一、大村宏樹など外部の作家によって描かれているが、作者監修もある。なお、一部のタイトルでは、原作の作者も作画を担当している。

### 登場キャラクター
いずれも集英社の作品でもあり、なおかつ1990年代にフジテレビ系列にてテレビアニメ化された作品でもあり、キャラクターや性格がアニメ版になっていることが多い。ちなみに伝記シリーズ「満点人物伝」では冒頭にしか登場しない。
ここ近年はテレビ放送の継続の関係か新作や新訂はちびまる子ちゃんシリーズがほとんど。電子書籍は、2018年より『ちびまる子ちゃん』シリーズのみ配信されている。
- キャプテン翼 - 担当は体育。
- ドクタースランプ - 担当は算数と英語。[8]
- ちびまる子ちゃん - 担当は国語となぞなぞ、英語、算数、道徳、家庭科、自由研究。『せいかつプラス』全般。
- こちら葛飾区亀有公園前派出所 - 担当は社会科と理科だが、クイズ練習本や掛け算と割り算の本もある。